# J. H. Rosny aîné
J. H. Rosny aîné, pseudonimo di Joseph-Henri Honoré Boex (Bruxelles, 17 febbraio 1856 – Parigi, 15 febbraio 1940), è stato uno scrittore, saggista e filosofo belga naturalizzato francese.
È considerato uno dei padri della "moderna" fantascienza francese, avendo scritto narrativa di anticipazione a cavallo tra l'Ottocento e il Novecento. È stato presidente dell'Académie Goncourt dal 1926 alla morte.

## Biografia
Al momento dell'esordio, intraprese col fratello minore Séraphin Justin François Boex (Bruxelles, 1859 – Ploubazlanec, 1948) un sodalizio letterario: la coppia si firmava col nome comune J. H. Rosny. Il primo frutto di questa collaborazione fu il romanzo Nell Horn de l'Armée du Salut (1886), che si ispirava al realismo e al naturalismo e ottenne l'attenzione di Alphonse Daudet e Edmond de Goncourt, che elessero i due fratelli membri onorari dell'Académie Goncourt.
Nel 1887 i due sottoscrissero il Manifeste des cinq, col quale si allontanavano esplicitamente dal naturalismo. Le loro opere successive mantennero comunque legami evidenti con quest'estetica, nonostante in quello stesso anno avessero già scritto Gli Xipéhuz (Les Xipéhuz), racconto in cui si dedicavano alla descrizione di forme extraterrestri. Nel 1909, il solo Joseph-Henri pubblicò il romanzo Marthe Baraquin, e questo segnò la fine della collaborazione fra i due. Il fratello minore proseguì l'attività firmandosi come J. H. Rosny jeune ("J. H. Rosny giovane"), mentre Joseph-Henri assunse il nome J. H. Rosny aîné, in quanto più anziano. A causa della maggior notorietà di quest'ultimo, anche alcune opere originariamente apparse sotto pseudonimo comune furono ristampate riportando la firma del solo Rosny aîné.
Da solo, Rosny aîné si volse a opere di carattere scientifico, filosofico, fantastico, senza però abbandonare l'aspetto sociale che era stato centrale in passato. Egli riuscì ad unire il naturalismo al fantastico con una serie di storie che sono oggi viste come anticipatrici della moderna letteratura fantascientifica. Rosny aîné è anzi uno dei grandi precursori francesi della fantascienza, al fianco di nomi come Jules Verne, Albert Robida, Gaston Leroux e Gustave Le Rouge.
Dalla sua penna sono usciti una serie di racconti che illustrano intelligenze aliene, tecnologie future e viaggi spaziali: Un altro mondo (Un autre monde, 1895), La morte della Terra (La mort de la Terre, 1910) e Nel mondo dei varianti (Dans le monde des Variants, 1939) - raccolti insieme con Gli Xipéhuz nel volume Altri mondi (1988) - e ancora Il cataclisma (Le Cataclysme, 1896), Terra inesplorata (L'étonnant voyage de Hareton Ironcastle, 1922) e I navigatori dell'infinito (Les navigateurs de l'infini, 1925), il cui seguito, Les Astronautes, fu pubblicato solo nel 1960.
Sempre a Rosny aîné si devono le Âges Farouches, una serie di romanzi e racconti di ambientazione preistorica, inaugurata da Vamireh (1892) e di cui fa parte anche il più famoso La guerra del fuoco (La guerre du feu, 1909), che ispirò una pellicola omonima per la regia di Jean-Jacques Annaud (1981). Nel 1926 venne eletto presidente dell'Académie Goncourt, e nel 1928 fece parte della Nouvelle Société Scientifique de Recherches. Per meriti letterari e scientifici – fu autore di numerosi interventi giornalistici e di saggi come Les Origines (1895) e Le Pluralisme (1909) – venne insignito di vari gradi della Legion d'onore, mentre in occasione degli ottant'anni la Société des gens de lettres gli tributò il suo omaggio. Gli è stato intitolato un premio letterario, il Prix Rosny aîné.